# Bayerischer Flüchtlingsrat
Der Förderverein Bayerischer Flüchtlingsrat e. V. mit Sitz in München ist eine nichtstaatliche Organisation der Flüchtlingssolidarität in München mit etwa 400 Mitgliedern. Er wurde im Jahr 1986 gegründet und ist Mitglied der Bundesarbeitsgemeinschaft Pro Asyl. Flüchtlingsräte existieren auch in allen anderen Bundesländern. Die Vorstände werden jährlich bei der Mitgliederversammlung gewählt.

## Rechtsberatung
Über den Rechtshilfefonds von Pro Asyl unterstützt die Organisation nach eigenen Angaben jährlich 20 bis 30 Verfahren von besonderer Bedeutung medienwirksam. Zusätzlich vermittelt sie Rechtsberatung für Asylbewerber in ganz Bayern und bieten Fortbildungen für Flüchtlingsberatungsstellen und Ehrenamtliche an.

## Einzelfallhilfe
Der Flüchtlingsrat unterstützt Flüchtlinge direkt in existenziellen Notlagen und interveniert bei den zuständigen Institutionen. Weitere Hilfen sind Petitionen, Öffentlichkeitsarbeit und die Stellung eines Rechtsbeistandes, beispielsweise bei Familientrennungen, Abschiebungen.

## Projektarbeit
Der Flüchtlingsrat ist Träger zahlreicher ehrenamtlicher Projekte:
- Im Café 104 erhalten Menschen „ohne Papiere“ aufenthaltsrechtliche und psychosoziale Unterstützung.[4]
- Deutschland Lagerland ist eine Initiative für die Abschaffung der Gemeinschaftsunterkünfte.[5]
- Das Projekt Lia ist eine Informations-, Vernetzungs- und Beratungsstelle für weibliche Flüchtlinge in Bayern.[6]
- Das Projekt Bleib! in Bayern unterstützt Flüchtlinge bei der Integration in den Arbeitsmarkt. Konkret sollen Flüchtlinge sowie relevante institutionelle und ehrenamtliche Akteure über die Zugangsmöglichkeiten zum Bildungs- und Arbeitsmarkt für die Zielgruppe informiert und hierfür qualifiziert werden und den betroffenen Personen zur Wahrnehmung ihrer Rechte verholfen werden.[7]
- In länderspezifischen Netzwerken werden einige Flüchtlingsorganisationen gegen deren Abschiebungen unterstützt (z. B. Syrien, Afghanistan).[8][9]
- Mit dem Projekt VOR ORT soll die Qualifizierung für Ehrenamtliche in der Asylarbeit gefördert werden und die Helfer informiert und beraten werden.[10]

## Kampagnen
Zusammen mit anderen Organisationen der Flüchtlingssolidarität werden Kampagnen ins Leben gerufen. Aktuelles Beispiel: Mit der save-me-Kampagne wird die regelmäßige Aufnahme von Flüchtlingen aus Krisenregionen (gemäß UNHCR) gefordert. In Einzelfällen konnten Abschiebungen in den Irak und nach Äthiopien verhindert und einzelne Flüchtlingslager geschlossen werden. Die Kampagne Not safe – Keine Abschiebungen nach Afghanistan wurde im Mai 2016 ins Leben gerufen.

## Sonstiges
Der Bayerische Flüchtlingsrat bietet durch Vorträge an, Einblicke in die Thematik zu gewinnen. Die Vorträge werden auf etwaige Interessen und Wünsche abgestimmt.
Vierteljährlich erscheint das Hinterland Magazin, das als exotisches Blatt im linken Spektrum der Medienlandschaft mit einer offenen Herangehensweise an vielfältige Themen gilt. Der Bayerische Flüchtlingsrat ist zudem Mitveranstalter das Rage against Abschiebung-Festivals, auf dem bereits Bands wie etwa die Goldenen Zitronen gespielt haben. Das Festival wird seit 1996 durchgeführt und fand 2014 erstmals neben München auch in Nürnberg statt, wo der Bayerische Flüchtlingsrat ebenfalls das Büro Nordbayern unterhält.